# Sphenomorphus amblyplacodes
Sphenomorphus amblyplacodes är en ödleart som beskrevs av  Vogt 1932. Sphenomorphus amblyplacodes ingår i släktet Sphenomorphus och familjen skinkar. Inga underarter finns listade i Catalogue of Life.